# Chattiano
| Periodo                                                                                     | Epoca               | Piano          | Età (Ma)    |
| ------------------------------------------------------------------------------------------- | ------------------- | -------------- | ----------- |
| Neogene                                                                                     | Miocene             | Aquitaniano    | Più recente |
| Paleogene                                                                                   | Oligocene           | Chattiano      | 27,30       |
| Paleogene                                                                                   | Oligocene           | Rupeliano      | 33,9        |
| Paleogene                                                                                   | Eocene              | Priaboniano    | 37,71       |
| Paleogene                                                                                   | Eocene              | Bartoniano     | 41,03       |
| Paleogene                                                                                   | Eocene              | Luteziano      | 48,07       |
| Paleogene                                                                                   | Eocene              | Ypresiano      | 56,00       |
| Paleogene                                                                                   | Paleocene           | Thanetiano     | 59,24       |
| Paleogene                                                                                   | Paleocene           | Selandiano     | 61,66       |
| Paleogene                                                                                   | Paleocene           | Daniano        | 66,00       |
| Cretacico                                                                                   | Cretacico superiore | Maastrichtiano | Più antico  |
| Suddivisione del Paleogene secondo la Commissione internazionale di stratigrafia dell'IUGS. |                     |                |             |

Nella scala dei tempi geologici, il Chattiano (in precedenza noto anche come Chickasawhayano oppure Oligocene superiore) è il secondo e ultimo dei due piani o stadi stratigrafici in cui è suddiviso l'Oligocene.
Copre il periodo compreso tra 27,30 milioni di anni fa (Ma) e 23,04 milioni di anni fa.
È preceduto dal Rupeliano e seguito dall'Aquitaniano, il primo piano della successiva epoca del Miocene e del periodo Neogene.

## Etimologia
Il nome Chattiano deriva da quello dell'antica tribù tedesca dei Chatti, stanziata presso la città di Kassel, ai tempi dell'imperatore romano Adriano.
Il piano Chattiano fu introdotto nella letteratura scientifica dal paleontologo austriaco Theodor Fuchs nel 1894.

## Definizioni stratigrafiche e GSSP
La base del Chattiano è data dall'estinzione dei foraminiferi del genere Chiloguembelina, che è anche la base della zona di foraminiferi P21b.
Il limite superiore del Chattiano, nonché base del successivo Aquitaniano, il primo piano dell'epoca Miocene e del periodo Neogene, è fissato dalla prima comparsa dei foraminiferi della specie Paragloborotalia kugleri, dall'estinzione del nanoplancton calcareo della specie Reticulofenestra bisecta (che forma anche la base della biozona nanoplanctonica NN1) e dalla base della cronozona magnetica C6Cn.2n.

### GSSP
Il GSSP, il profilo stratigrafico di riferimento della Commissione Internazionale di Stratigrafia, non è ancora stato fissato al 2010.

## Eventi significativi
Intorno ai 27 milioni di anni fa si ha, in Africa, la presunta comparsa del genus di protoscimmie antropomorfe detto Proconsul, con resti fossili ritrovati da Louis Leakey a Rusinga Island nel Lago Victoria, in Kenya. Sono gli antenati delle scimmie antropomorfe propriamente dette, e coloro che probabilmente separano la sottofamiglia degli Hominidae (alla quale appartiene l'uomo) da quella degli Ilobatidi (gibboni). I proconsul in linea diretta sono probabilmente gli antenati dell'Afropithecus turkanensis (antenato dell'uomo attraverso il Kenyapithecus, poi Sahelanthropus tchadensis, poi Ardipithecus kadabba, Ardipithecus ramidus, Australopithecus afarensis, e probabilmente anche del Pliopithecus (antenato dell'Oreopithecus).